# Alte Feuerwache (Saarbrücken)

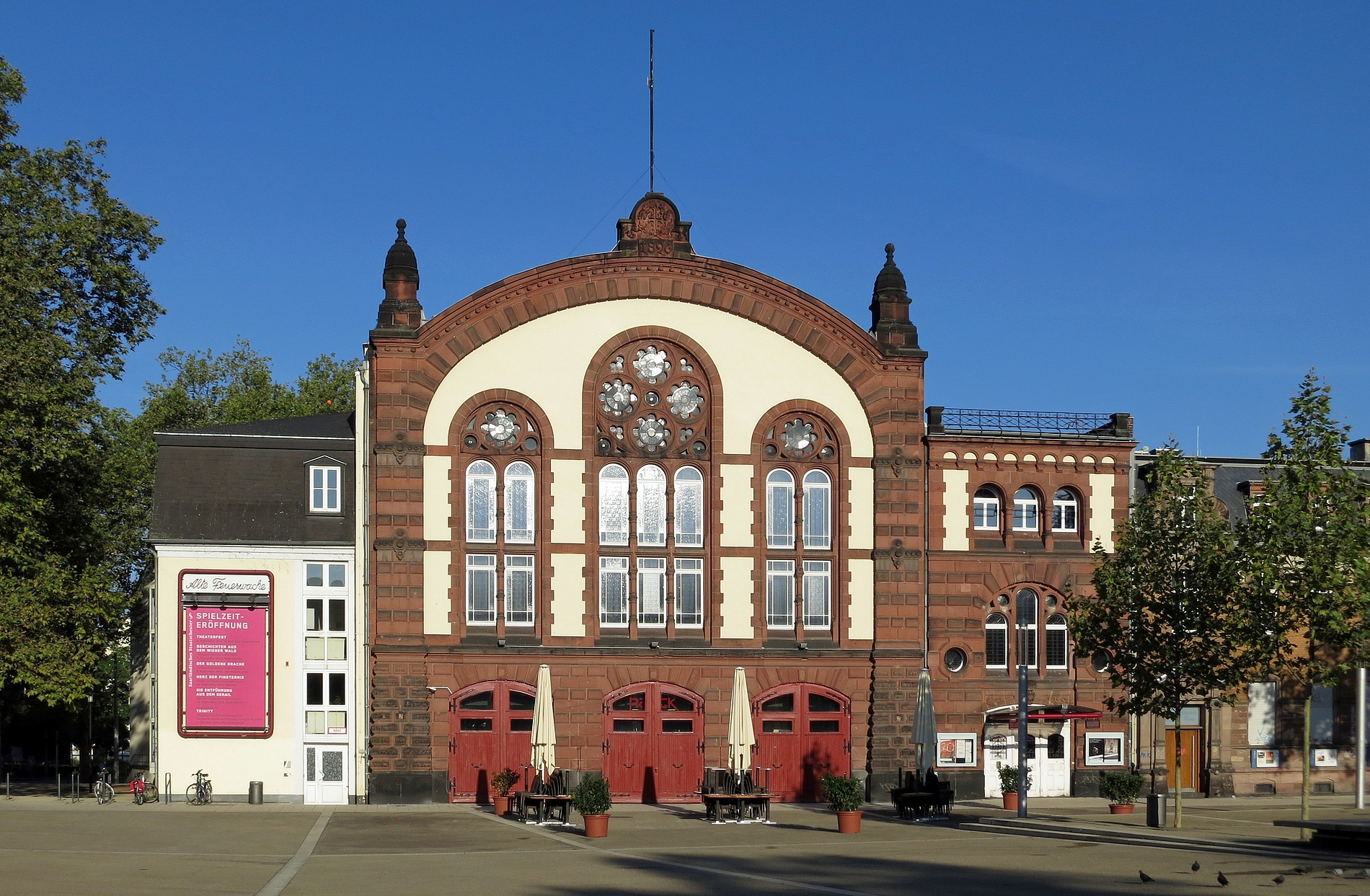
Die Alte Feuerwache

Die Alte Feuerwache ist eine Spielstätte des Saarländischen Staatstheaters in Saarbrücken-St. Johann. Zuvor wurde sie als Turnhalle mit Feuerwehrhaus der Freiwilligen Feuerwehr genutzt. Das Gebäude steht als Einzeldenkmal unter Schutz.

## Geschichte
Das Gebäude wurde 1896 bis 1897 nach Plänen des Architekten Wilhelm Franz als Städtische Turnhalle mit Feuerwehrhaus im Erdgeschoss errichtet. Die Turnhalle befand sich im ersten Stock und diente dem Turnerbund St. Johann. 1982 wurde aus der Turnhalle die zweitgrößte Theaterbühne des Saarländischen Staatstheaters mit 240 Plätzen. Vorwiegend für Schauspiel genutzt, finden auch Ballett, Konzerte oder Lesungen statt.